# Vingone (Scandicci)
Vingone è un quartiere del comune di Scandicci situato ai piedi della zona collinare, delimitato dall'Autostrada del Sole e dal torrente Vingone, da cui prende il nome.

## Storia
Fino agli anni Sessanta il quartiere si estendeva prevalentemente lungo via Roma, che conduceva alle colline della Roveta e costituiva uno dei due assi viari del comune di Casellina e Torri – insieme alla via Pisana che conduceva a Casellina. 
Negli anni Sessanta, in conseguenza dello sviluppo industriale della zona, il quartiere crebbe velocemente accogliendo popolazione proveniente da Firenze, dalla provincia e dal sud Italia. La presenza di strutture di aggregazione quali la parrocchia, la casa del popolo e successivamente l'associazione “La Baracca” hanno consentito di evitare tensioni sociali ed emarginazione.
Con la realizzazione della nuova scuola elementare XXV Aprile, la prima in Toscana costruita con fondi statali, e quella della scuola media di via dei Ciliegi, successivamente intitolata a Gianni Rodari, Vingone assunse una nuova identità. Continuava a rimanere vivo lo spirito di solidarietà, che nel 1984 spinse gli abitanti del quartiere a raccogliere una ingente quantità di carta, un primo ma incisivo passo verso l'attuale raccolta differenziata, con lo scopo di acquistare materiale didattico e attrezzature per i laboratori e la palestra della nuova scuola.

## Associazione genitori Vingone
In seguito alla costruzione delle due scuole, dalla fine degli anni Sessanta iniziò a operare una delle organizzazioni più significative del quartiere: l'Associazione genitori Vingone. Inizialmente fondata con lo scopo di gestire la scuola materna, divenuta poi comunale, l'associazione, sensibile alla difesa dei diritti dei più deboli, è promotrice di valide iniziative ad alto impatto sociale.

## La Baracca
Allo scopo di creare occasioni di socializzazione per i molti giovani che abitavano il quartiere, nel 1982 il Comune promosse – in collaborazione con gli operatori della locale azienda sanitaria – il centro di aggregazione giovanile “La Baracca”, che offriva spazi e attività per l'impiego del tempo libero. La struttura venne regalata al quartiere da un cittadino, George Lorimer. Dal 1986 la gestione delle attività è affidata al Comitato Unitario Invalidi, l'attuale “CUI Ragazzi del Sole”, un'associazione che si occupa dei diritti, della tutela e dell'integrazione delle persone gravate da invalidità e dei diversamente abili.

## La Chiesa
In seguito all'aumento della popolazione del quartiere, nel 1964 venne istituita una nuova parrocchia. Il parroco operò attivamente per favorire l'integrazione tra gli abitanti del quartiere, prima dalla piccola chiesa prefabbricata di piazza Brunelleschi, poi nella nuova chiesa realizzata dall'architetto Stefano Giorgetti tra il 1994 e il 1997.